# Abdi Salim
Abdi Salim, né le 1er avril 2001 à Nairobi au Kenya, est un footballeur international somalien. Il joue au poste de défenseur central au San Antonio FC.

## Biographie

### Jeunesse et formation
Né à Nairobi au Kenya, Abdi Salim grandit dans le camp de réfugiés de Dagahaley, à Dadaab au Kenya. Ayant demandé l'asile aux États-Unis avant la naissance de Salim, ses parents obtiennent un visa en 2003 et déménagent une fois Salim guéri du paludisme. Ils s'installent à Buffalo, dans l'État de New York. Il fréquente la Hutchinson Central Technical High School et joue son tout premier match de soccer avec le Delaware SC en 2013. En 2018, il est recruté par l'Empire United, basé à Rochester, où il est capitaine des équipes de moins de 17 ans et de moins de 19 ans de l'US Developmental Academy pendant deux ans.

### Parcours universitaire
En 2019, Salim commence à jouer au soccer universitaire pour les Buffalo State Bengals, un programme de la Division III de la State University of New York Athletic Conference (SUNYAC) de la Buffalo State University, où son frère aîné Saleman avait déjà joué lors de la saison 2018. Il joue une saison, commençant 18 matchs, marquant un but et menant les Bengals en minutes jouées. Il est nommé recrue de l'année SUNYAC et joueur défensif de l'année SUNYAC.
Avant la saison 2020, Salim rejoint le programme de Division I de l'Orange de Syracuse en Atlantic Coast Conference. La saison ayant été perturbée par la pandémie de Covid-19, il débute les huit premiers matchs de la saison avant de subir une déchirure du ligament croisé antérieur contre les Falcons de Bowling Green le 23 février 2021. Il sera finalement opéré, ce qui l'exclut pour le reste de la saison de printemps 2020-2021 et la campagne d'automne 2021 qui s'ensuit,. Il revient pour la saison 2022, jouant 22 des 25 matchs possibles, y compris chaque minute des trois matchs du tournoi de l'ACC et des cinq matchs du championnat de la NCAA. Syracuse remporte la saison régulière de l'ACC 2022, le championnat de l'ACC 2022 et le championnat de la division I de la NCAA 2022, ainsi que le premier championnat national de l'histoire du programme.

### Carrière en club
En mai 2022, pendant l'intersaison universitaire, Abdi Salim rejoint le club d'Ocean City Nor'easters, qui évolue en USL League Two. Il joue sept rencontres alors qu'Ocean City est invaincu et termine en tête de la Mid Atlantic Division.
Le 21 décembre 2022, Salim est sélectionné au premier tour (17e au total) de la MLS SuperDraft 2023 par Orlando City. Après s'être entraîné avec le club en pré-saison, il signe un contrat d'un an avec trois années d'option supplémentaires le 14 février 2023,.

### Carrière internationale
En octobre 2023, Salim est appelé par la Somalie. Il fait ses débuts le 14 octobre, en tant que capitaine de l'équipe, lors d'une défaite 3-0 contre le Niger.